# Buur Howla
Buur Howla (auch: Buri Ayle, Bur Khoula, Buuri Caile, Buuri Calle, Isoleti Buri Aole) ist eine kleine Insel von Somalia. Sie gehört politisch zu Jubaland und geographisch zu den Bajuni-Inseln, einer Kette von Koralleninseln (Barriereinseln), welche sich von Kismaayo im Norden über 100 Kilometer bis zum Raas Kaambooni nahe der kenianischen Grenze erstreckt.

## Geographie
Die Insel liegt in einem Bereich mit wenigen Barriereinseln. Die Küste ist an der Stelle eher durch verschiedene Kaps (Ras) gegliedert (Ras Gowlaani – N; Ras Aliyoos – S). Nach Buurgaal im Norden an der Bucht von Kiyaambo (Wubuschi-Bucht) ist sie die nächstgelegene Insel. Im Zwischenraum liegt nur noch der Felsen Scogli Ago (⊙).
Die nächstgelegene Insel im Süden ist Niyaarwo.

## Klima
Als Klima herrscht heißes Steppenklima mit Monsuneinfluss.